# 橘時枝
橘 時枝（たちばな の ときえだ）は、平安時代初期の貴族。修理大夫・橘永継の子。官位は従五位下・土佐守。

## 経歴
承和9年（842年）に承和の変が発生した際に時枝は右衛門少尉の官職にあったが、叔父の橘逸勢が謀反の疑いを受けたため、当時武官の官職を帯びていた一族の永名（右兵衛督）・三冬（右馬大允）と共に、自ら武器を解いて朝廷に提出した。翌承和10年（843年）従五位下に叙爵し、甲斐守に任ぜられる。
嘉祥2年（849年）左衛門権佐、嘉祥3年（850年）内匠頭と仁明朝末から文徳朝初頭にかけて京官を務めるが、仁寿2年（852年）土佐守に任ぜられ再び地方官に転じている。

## 官歴
『六国史』による。
- 承和9年（842年） 7月20日：見右衛門少尉
- 時期不詳：正六位上
- 承和10年（843年） 正月11日：従五位下。正月12日：甲斐守
- 嘉祥2年（849年） 7月9日：左衛門権佐
- 嘉祥3年（850年） 11月29日：内匠頭
- 仁寿2年（852年） 正月15日：土佐守

## 系譜
- 父：橘永継[2]
- 母：不詳
- 妻：不詳
  - 男子：橘良置[2]